# Julian Rijkhoff
Julian Dean Rijkhoff (Purmerend, 25 januari 2005) is een Nederlands voetballer die doorgaans speelt als aanvaller. Hij verruilde in januari 2024 de jeugdopleiding van Borussia Dortmund voor AFC Ajax. Hij werd in het seizoen 2025/26 door Ajax verhuurd aan Almere City.

## Clubcarrière

### Ajax
Rijkhoff maakte in 2013 van FC Purmerend de overstap naar de jeugdopleiding van Ajax. In Amsterdam werd Rijkhoff gezien als een talentvolle speler, alleen werd dat door de club niet bekroond met een (prof)contract.

### Borussia Dortmund
In 2021 maakte Rijkhoff de overstap naar de jeugd van Borussia Dortmund. Een zet die in de media werd bekritiseerd door Marco van Basten, een voormalig speler en trainer van Ajax. De Duitse club betaalde een opleidingsvergoeding van 150.000 euro en Rijkhoff zou bij zijn eerste contract naar verluidt 500.000 euro per jaar gaan verdienen. Ook topclubs uit onder meer Engeland en Spanje informeerden naar de diensten van Rijkhoff. In september 2022 werd hij door de Engelse krant The Guardian uitgeroepen tot een van de beste spelers ter wereld geboren in het jaar 2005.
De Duitse krant Bild meldde op 14 april 2023 dat Ajax spijt had dat het Rijkhoff in de zomer van 2021 liet vertrekken en van plan was om hem in de zomer terug te halen. Of Borussia Dortmund óf Rijkhoff zelf geïnteresseerd was in een terugkeer was niet bekend. In oktober 2023 liet Rijkhoff doorschemeren te willen vertrekken bij Borussia Dortmund. Dit aangezien hij de voorgaande zomer hoopte voor zijn kansen te kunnen gaan bij het eerste elftal. Die kansen vonden uiteindelijk geen consistente doorgang en na enkele weken sloot Rijkhoff aan bij het tweede elftal genaamd Borussia Dortmund II, uitkomend in de 3. Liga. Enkele tijd later werd hij door de club teruggezet naar Borussia Dortmund onder 19. In totaal kwam Rijkhoff 57 wedstrijden uit voor dit jeugdelftal. Daarin was hij 52 keer trefzeker en leverde hij negentien assists af. In de UEFA Youth League kwam Rijkhoff voor de club tot 24 wedstrijden, scoorde hij dertien doelpunten en was hij goed voor drie assists.

### Ajax
Op 1 februari 2024 maakte Ajax bekend dat zij een akkoord hadden bereikt met Borussia Dortmund over de terugkeer van Rijkhoff. Hij tekende een contract tot medio 2027. Na zijn komst trainde Rijkhoff mee met het eerste elftal, maar zou hij zijn wedstrijden in eerste instantie gaan spelen voor Jong Ajax. Twee weken later behoorde Rijkhoff op 15 februari 2024 voor het eerst tot de wedstrijdselectie van het eerste elftal. Die dag debuteerde hij als invaller tijdens de thuiswedstrijd tegen FK Bodø/Glimt in de UEFA Europa Conference League. Op 18 februari volgde zijn debuut in de Eredivisie. In de thuiswedstrijd tegen N.E.C. kwam Rijkhoff in de extra tijd binnen de lijnen voor Brian Brobbey. Dat seizoen kwam hij in totaal tot 8 invalbeurten in de Eredivisie. In het seizoen 2024/25 speelde hij zijn wedstrijden voor Jong Ajax, en werd hij niet meer ingezet in de Eredivisie. Hij kwam dat seizoen slechts één keer uit voor het eerste, op 25 juli 2024 tegen FK Vojvodina in de kwalificatie voor de Europa League (1-0 winst).

### Almere City
In juni 2025 werd Rijkhoff door AFC Ajax verhuurd aan het net naar de Eerste divisie gedegradeerde Almere City.

## Clubstatistieken

### Beloften
| Seizoen        | Club           | Competitie     | Competitie | Competitie |
| Seizoen        | Club           | Competitie     | Wed.       | Dlp.       |
| -------------- | -------------- | -------------- | ---------- | ---------- |
| 2023/24        | Jong Ajax      | Eerste divisie | 13         | 6          |
| 2024/25        | Jong Ajax      | Eerste divisie | 29         | 9          |
| Beloftentotaal | Beloftentotaal | Beloftentotaal | 42         | 15         |

### Senioren
| Seizoen                    | Club           | Competitie     | Competitie | Competitie | Beker | Beker | Internationaal | Internationaal | Totaal | Totaal |
| Seizoen                    | Club           | Competitie     | Wed.       | Dlp.       | Wed.  | Dlp.  | Wed.           | Dlp.           | Wed.   | Dlp.   |
| -------------------------- | -------------- | -------------- | ---------- | ---------- | ----- | ----- | -------------- | -------------- | ------ | ------ |
| 2023/24                    | Ajax           | Eredivisie     | 8          | 0          | 0     | 0     | 2              | 0              | 10     | 0      |
| 2024/25                    | Ajax           | Eredivisie     | 0          | 0          | 0     | 0     | 1              | 0              | 1      | 0      |
| Seniorentotaal             | Seniorentotaal | Seniorentotaal | 8          | 0          | 0     | 0     | 3              | 0              | 11     | 0      |
| Carrièretotaal             | Carrièretotaal | Carrièretotaal | 50         | 15         | 0     | 0     | 3              | 0              | 53     | 15     |
| Bijgewerkt op 22 juli 2025 |                |                |            |            |       |       |                |                |        |        |

## Interlandcarrière
Rijkhoff speelde meermaals interlands voor diverse Nederlandse jeugdelftallen.